# Порошино (Брянская область)
Порошино — посёлок в Выгоничском районе Брянской области, в составе Орменского сельского поселения. Расположен в 4 км к юго-востоку от деревни Орменка, на шоссе Выгоничи—Жирятино. Население — 125 человек (2010).

## История
Возник около 1930 года; до 2005 года входил в Орменский сельсовет.
| Годы      | 1979 | 1989 | 2002 | 2010 |
| --------- | ---- | ---- | ---- | ---- |
| Население | 14   | 40   | 125  | 125  |